# La strategia della lumaca
La strategia della lumaca è un film del 1993 diretto da Sergio Cabrera.
Fu presentato al Festival del Cinema di Venezia 1993 e al Festival di Berlino 1994. Ricevette una nomination come miglior film straniero in lingua spagnola ai Premi Goya 1995.

## Trama
Bogotà, anni '70. Un gruppo di inquilini di una vecchia casa nel centro della capitale colombiana vuole evitare lo sfratto illegale da parte del proprietario, un banchiere arrogante. Gli inquilini sono guidati da un avvocato e da un esule anarchico spagnolo fuggito dalla dittatura franchista, tutti insieme elaboreranno una strategia per continuare ad avere un tetto sopra la testa.

## Riconoscimenti
- 1993 - Semana Internacional de Cine de Valladolid
  - Espiga de oro
- 1995 - Premi Goya
  - Nomination miglior film straniero in lingua spagnola